# Сержант, Джон (политик)
Джон Се́ржант (англ. John Sergeant; 5 декабря 1779 — 23 ноября 1852) — американский политик, представлявший Пенсильванию в Палате представителей США. Он был кандидатом на пост вице-президента от Национальной республиканской партии на президентских выборах 1832 года вместе с кандидатом на пост президента Генри Клеем.

## Биография
Сержант родился 5 декабря 1779 года в Филадельфии, он был вторым сыном Джонатана Дикинсона Сержанта, юриста и первого Генерального прокурора Пенсильвании. После окончания Принстонского университета в 1795 году, Сержант изучал право у Джареда Ингерсолла. Вскоре губернатор Томас Маккин предложил ему занять должность регистратора Филадельфии. В 1805—07 годах Сержант работал в Палате представителей Пенсильвании, а затем и в Палате представителей США в 1815—23 годах. В Конгрессе он поддерживал американскую систему Генри Клея и выступал против расширения рабства, проголосовав против Миссурийского компромисса.
После службы на посту президента Пенсильванского совета комиссаров каналов, Сержант вернулся в Конгресс в 1827 году. Он проиграл свою кампанию по переизбранию в 1829 году и стал юридическим консультантом Второго банка Соединенных Штатов. На президентских выборах 1832 года Национальная республиканская партия выдвинула Клея и Сержанта на посты президента и вице-президента соответственно, но они потерпели сокрушительное поражение от Эндрю Джексона и Мартина Ван Бюрена. После выборов Сержант присоединился к партии вигов и снова вернулся в Конгресс, где проработал с 1837 по 1841 год; он был президентом Конституционного конвента Пенсильвании в 1838 году. Сержант отклонил предложения администрации президента Гаррисона о назначении в кабинет министров и Тейлора о миссии в Великобританию и назначении в Верховный суд. Сержант ушел в отставку с государственной должности в 1841 году и возобновил свою юридическую практику. Он умер в 1852 году.